# Harmony in Ultraviolet
Harmony In Ultraviolet es el cuarto álbum de estudio del músico canadiense Tim Hecker, lanzado el 16 de octubre de 2006 por Kranky.

## Respuestas de la crítica
El álbum fue generalmente aplaudido por los críticos. El escritor Mark Richardson de Pitchfork Media declarando "Harmony in Ultraviolet es una música corporal sensual de un tipo muy particular, y es el tipo de disco que pide mucho. Pero si confías en el y le sigues el juego, sabe exactamente donde poner las manos."

## Lista de canciones
Todas las canciones fueron escritas por Tim Hecker.
Todas las canciones escritas y compuestas por Tim Hecker. 
| N.º | Título                                   | Duración |  |
| 1.  | «Rainbow Blood»                          | 1:53     |  |
| 2.  | «Stags, Aircraft, Kings and Secretaries» | 4:31     |  |
| 3.  | «Palimpsest I»                           | 0:36     |  |
| 4.  | «Chimeras»                               | 3:14     |  |
| 5.  | «Dungeoneering»                          | 5:25     |  |
| 6.  | «Palimpsest II»                          | 0:39     |  |
| 7.  | «Spring Heeled Jack Flies Tonight»       | 3:11     |  |
| 8.  | «Harmony in Blue I»                      | 1:32     |  |
| 9.  | «Harmony in Blue II»                     | 1:53     |  |
| 10. | «Harmony in Blue III»                    | 2:41     |  |
| 11. | «Harmony in Blue IV»                     | 2:03     |  |
| 12. | «Radio Spiricom»                         | 4:52     |  |
| 13. | «Whitecaps of White Noise I»             | 7:30     |  |
| 14. | «Whitecaps of White Noise II»            | 5:57     |  |
| 15. | «Blood Rainbow»                          | 4:06     |  |